# زكي عكار
زكي عكار (بالتركية: Zeki Akar)‏ (ولد في 1 أبريل 1944 في نيكسار ، وهي بلدة في محافظة توكات) قاضي تركي يشغل حاليا منصب نائب الرئيس الأول لمحكمة النقض.

## روابط خارجية
- زكي عكار في المحكمة العليا الرسمية من موقع الاستئناف (بالإنجليزية)